# Video Pieces
Video Pieces è un video in formato VHS del gruppo heavy metal Iron Maiden, contenente quattro video promozionali.
Il prodotto è fuori catalogo e, il materiale registrato è stato inserito nel doppio DVD della band The Early Days.

## Tracce
1. Run to the Hills
2. The Number of the Beast
3. Flight of Icarus
4. The Trooper

## Formazione
- Bruce Dickinson - voce
- Dave Murray - chitarra ritmica e solista
- Adrian Smith - chitarra ritmica e solista
- Steve Harris - basso
- Clive Burr - batteria (in "The Number of the Beast" e "Run to the Hills")
- Nicko McBrain - batteria (in "Flight of Icarus" e "The Trooper")